# Венді Карлос
Венді Карлос (народжена як Волтер Карлос; 14 листопада 1939, Потакет, США) — американська композиторка електронної музики. Карлос була серед перших відомих виконавців електронної музики, що використовували синтезатори. Народжена як чоловік, вона у 1972 році змінила стать.

## Біографія
Венді Карлос народилася з ім'ям Уолтер Карлос і виросла в Род-Айленді, вивчала фізику і музику в Браунівському університеті, після чого переїхала в Нью-Йорк в 1962 році, щоб вивчати студійний звукозапис в Колумбійському університеті. Навчалася і працювала з різними музикантами, які спеціалізувалися в [Електронна музика|електронній музиці]] в міському Комп'ютерному музичному центрі, була присутня при розробці Робертом Мугом клавішного синтезатора Муга.
Стала відома після виходу свого першого альбому Switched-On Bach (1968), заснованого на музиці Йоганна Себастьяна Баха, в якому використовувала синтезатор Муг, що сприяло його популяризації в 1970-х роках. Альбом отримав три нагороди Ґреммі. Цей успіх підштовхнув Карлос працювати над наступними клавішними альбомами в різних жанрах, включаючи синтезовані адаптації класичної музики та експериментальної музики. Карлос створила саундтреки до двох фільмів Стенлі Кубрика — Механічний апельсин (1971) і Сяйво (1980), а також до фільму Трон (1982, Walt Disney Productions).
У 1979 році Карлос стала однією з перших відомих персон, які скористалися хірургічної корекцією статі.

## Дискографія

### Студійні альбоми
- Switched-On Bach (1968)
- The Well-Tempered Synthesizer (1969)
- Sonic Seasonings (1972)
- Wendy Carlos's Clockwork Orange (1972)
- Switched-On Bach II (1973)
- By Request (1975)
- Switched-On Brandenburgs (1979)
- Digital Moonscapes (1984)
- Beauty in the Beast (1986)
- Secrets of Synthesis (1987)
- Switched-On Bach 2000 (1992)
- Tales of Heaven and Hell (1998)

### Саундтреки
- Механічний апельсин (1971)
- Сяйво (1980)
- Трон (1982)

### Збірки
- Switched-On Brandenburgs, Vol. I (1987)
- Switched-On Brandenburgs, Vol. II (1987)
- Switched-On Boxed Set (1999)
- Rediscovering Lost Scores, Volume 1 (2005)
- Rediscovering Lost Scores, Volume 2 (2005)